# 佛

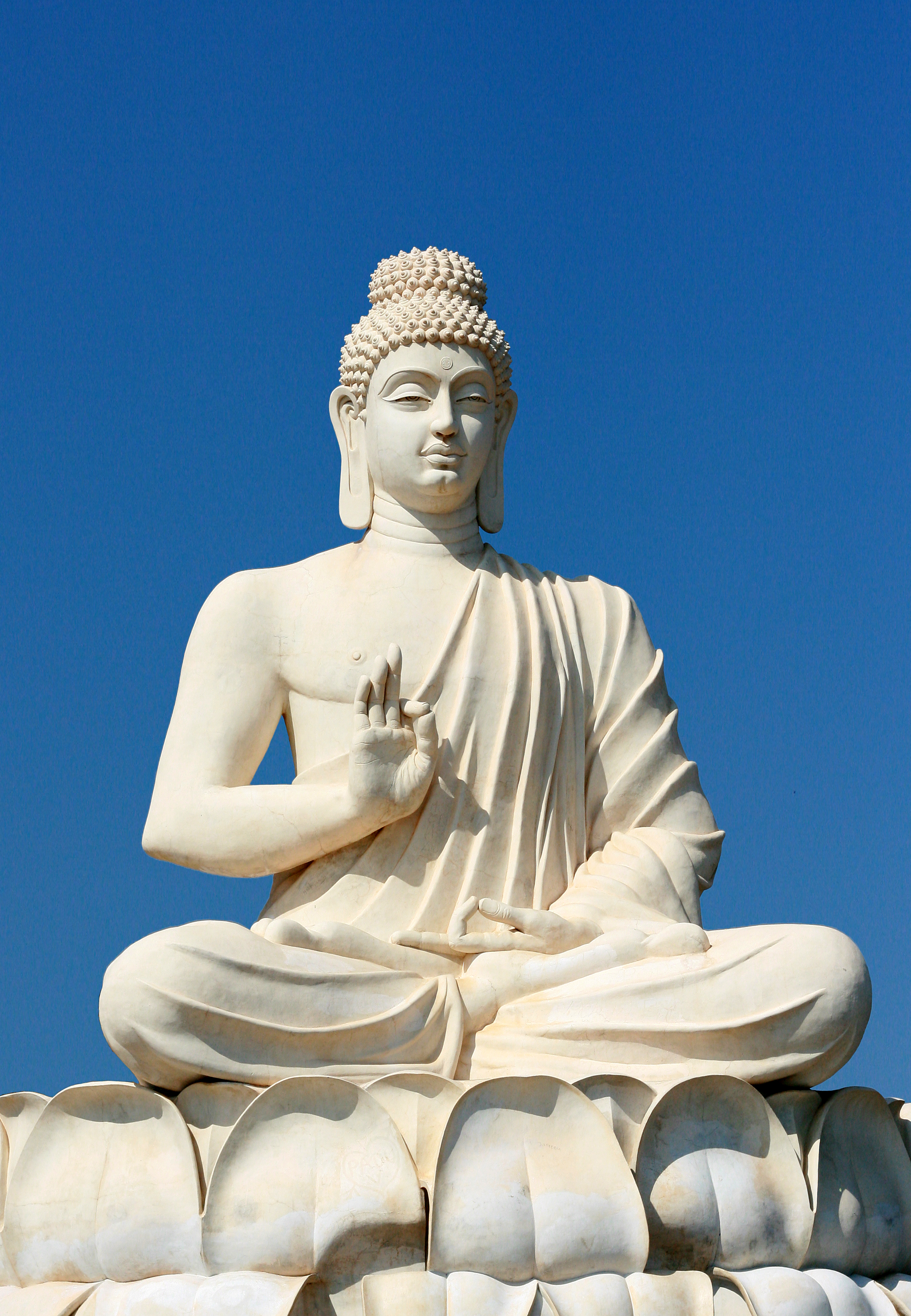
位於印度安德拉邦贝卢姆石窟的佛像

佛（IAST：Buddha），又稱佛陀，佛教術语，意譯為「覺者」，「覺悟者」，「悟道者」，是福慧兩足尊，也就是福德和智慧修行圓滿者。按照佛教的說法，佛有十個尊號：如來、應供、正遍知、明行足、善逝、世間解、無上士、調御丈夫、天人師、佛、世尊（薄迦梵），具足十力和十八不共法。狹義來說，佛指歷史上的釋迦牟尼。廣義而言，從苦和煩惱中解脫，圓滿菩提的覺悟者都可稱為佛，如過去七佛和現在的十方諸佛。

## 词语释意

### 汉语原意
《说文解字》：“佛，見不審也。從人，弗聲。”
1. fú
  1. “佛”字本義即“仿佛”的“佛”。
  2. 通“拂”，违背，悖逆：《禮記·學記》：“其施之也悖，其求之也佛。”
2. bì
  1. 通“弼”，辅弼：《詩經·周頌·敬之》：“佛時仔肩，示我顯德行。”
3. bó
  1. 通“勃”，兴起貌：《荀子·非十二子》：“佛然平世之俗起焉。”

### 翻譯與音韻
“佛陀”为梵語बुद्ध（Buddha）之汉语音译，省称“佛”，華人民間亦稱佛祖。“佛”字現代漢語普通話（國語）唸fó，粵語唸fat6，閩南語唸hu̍t或pu̍t，吳語唸veh，客家話唸fut，朝鮮語（韓語）唸bul（<*but），越南語唸phật，日語唸butsu（<*but）；在古漢語中爲並母，即濁音b-，且爲-t入聲，故古漢語讀音*/bɨut/（鄭張尚芳擬音）或*/but/（蒲立本擬音）較接近梵語buddha、巴利語buddha第一個音節讀法。另有常見的譯名，如浮陀、休屠、浮屠、浮圖、浮頭、勃陀、勃馱、部多、部陀、毋陀、沒馱、沸馱、步他、復豆、佛圖、物他、馞陀、沒陀等。季羨林認為，“佛”其實是由西域語音譯成漢語的，由於佛教初期自西域傳入中國，而西域語言眾多，所以在漢語裡有種種不同的音譯名。
佛陀的漢譯爲“覺悟者”、“覺者”，它是一個陽性名詞，其陰性形態即音譯爲“菩提”的budhi。梵語बुद्ध（buddha）的本義即是“覺醒，醒悟，睡醒”，是梵語बोधति （bodhati，義爲醒）的過去時態，來自原始印歐語*bʰewdʰ-，義爲醒著、意識到，其同源詞包括英文bode（昭告，兆示）、bid（示價，出價）、bede（祈禱、命令、示令）等。

## 諸佛

### 三世佛
「三世諸佛」（梵語：tryadhva-buddhāḥ），是指「過去、現在、未來的佛」（ atīta-anāgata-pratyutpannā buddhāḥ）。根據《長阿含經·大本經》，過去佛名號為「毘婆佛、尸棄佛、毘舍婆佛、拘留孫佛、拘那含佛、迦葉佛」，未來佛為彌勒菩薩。《大史》記載有過去二十五佛。上座部佛教無十方佛，專尊奉娑婆世界的過去佛、現在佛（釋迦牟尼佛）、未來佛。
大乘佛教有十方佛，認為十方世界各有三世佛。在《法華經》中提到，過無量無邊不可思議阿僧祇劫於「大成佛國」有威音王佛。在《過去莊嚴劫千佛名經》、《現在賢劫千佛名經》和《未來星宿劫千佛名經》，記載有過去莊嚴劫千佛，亦有將於現在賢劫和未來星宿劫陸續成佛的千佛。 大乘佛教最常崇敬的過去佛是無量無邊不可思議阿僧祇劫之前的燃燈佛。

### 五方佛
五方佛源自密宗金剛界思想，认为東南西北中五方各有一佛主持，分別是中央的毗盧遮那佛（俗稱「大日如來」）、東方阿閦佛（即不動佛）、西方阿彌陀佛、南方寶生佛、北方不空成就佛。

### 十方佛
指法界十方的佛陀，大乘佛教認為法界十方有無數個世界，每個世界都有一尊佛陀教化，因此以十方諸佛泛稱所有的佛陀。有時每個方向具體舉一尊佛爲代表，十方就舉出十尊佛，在不同經典裡列舉不同。

## 佛號
所謂佛號，最開初和最基本的涵義是指佛的十種德號，也可以指佛的名號。如釋迦牟尼佛（英語：Buddha Śākyamuni）的名號“釋迦牟尼”義爲“釋迦族的聖人”。族名「釋迦」的涵義指「能仁」；聖人（牟尼）的德行內容是“寂默”，可合指「能仁寂默」。例如「釋迦牟尼」是悉達多·喬達摩成佛後區別於歷史上其他佛的名號（有些文獻稱成佛後的悉達多為「喬達摩佛」，英語：Gautama Buddha），特指了祂的德行特色；“佛”、“佛陀”義爲“覺悟者”，是德號。
憶念佛陀的名號、功德，稱爲念佛（佛隨念），第一是「如來」，......，至第十為「世尊」（《清淨道論》第一為阿羅漢，至第九為世尊）；不僅釋迦牟尼佛，過去七佛的名號和德號也是應該皈依、憶念的對象。
- 【什譯】：「(謂此世尊是)如來、應供、正遍知、明行足、善逝、世間解、無上士調御丈夫、天人師、佛、世尊」
- 【奘譯】：「謂此世尊是如來、阿羅漢、正等覺、明行圓滿、善逝、世間解、無上丈夫調御士、天人師、佛、薄伽梵」[38]
- 【覺音】（《清淨道論》）：「彼世尊亦即是阿羅漢、正等正覺、明行具足、善逝、世間解、無上調御丈夫、天人導師、佛、世尊 」（「Itipi so Bhagavā Arahaṃ Sammāsambuddho Vijjā Caraṇa-sampanno Sugato Lokavidū Anuttaro Purisa Damma Sārathi Satthā Deva Manussānaṃ Buddho Bhagavāti」[39]

大乘佛教認為廣義上佛號也包含了諸佛的德號、名號，龍樹菩薩《大智度論》提出憶念十方佛，佛教密宗提出五智如來。在漢傳佛教中，特別強調憶念阿彌陀佛的德號和名號，稱爲念佛法門，尤其是“唸誦佛號”，并要發願往生西方淨土，因此形成了淨土宗。

### 十種德號
圓滿成就的佛陀，具有無窮無盡的智慧和力量，達到至高無上、無與倫比的境界，所以諸“佛”都有十個稱號：如來、應供、正遍知、明行足、善逝、世間解 、無上士調御丈夫（有時分別作無上士及調御丈夫）、天人師、佛、世尊。佛有五眼、六通、十力、十八不共法，佛身有三十二種大丈夫相、八十種隨形好等，大乘佛教稱佛還具有三身、四智、十種大樂、十八大空等。

#### 如來
如來（梵語、巴利語：tathāgato），乘「如」實道，「來」成正覺，故名如來。佛陀昔為菩薩，歷修眾行為求無上正等正覺。今得菩提涅槃一切真實，以八聖道正見所證，名為如來。依於親證無有顛倒的如實智慧而來，稱為如來。法身本湛寂（不動），由心故見去來，所以《金剛經》中又說：“如来者，無所從來，亦無所去，故名如来。”。

#### 應供（阿羅漢）
應供（梵語：arhat，陽性單數主格：arhan；巴利語：arahant，陽性單數主格：arahaṃ），音譯為阿羅漢。佛教以阿羅漢煩惱滅盡，應受一切眾生供養。又以佛陀不但具足阿羅漢之功德，又能利益有情，救度眾生離生死輪迴之苦，同證解脫乃至成佛，更應受一切人天供養最上之物，令世間獲最上吉祥的福德。
阿羅漢又意為“殺賊”，“賊”是指煩惱，也就是“斷除了貪、嗔、痴一切煩惱”。阿羅漢遠離了一切煩惱（遠離），自輪迴中解脫出來，不再輪迴流轉（破輻），因此，他值得被人供養（應供）。此外，阿羅漢永不再造惡，沒有任何不可告人的秘密（無惡密）。
|  | 殺盡一切煩惱賊（殺賊） 最勝人天應供養（應供） 破了輪迴之車輻（破輻） 遠離一切諸煩惱（遠離） 無有秘密可行惡（無恶密） |

#### 正遍知
正等正覺又譯作正遍知。由於佛陀示現成佛是在沒有老師的指導下，通過自己的努力，最後領悟了四聖諦，具足了知此世間及解脫出離此世間的究竟一切正理，於一切法一切處無不了知。並能依此智慧利益眾生，救度眾生同離生死之苦，同證解脫乃至成佛，因此被稱為正等正覺。佛因多劫的修行，累積了足夠的波羅密，最終達到“應知的已知，應修的已修，應斷的已斷”，所以說佛是知智圓滿的。

#### 明行足
明行足是說佛陀圓滿具足三明：天眼明、宿命明、漏盡明。三明六通的大阿羅漢、辟支佛，雖然也有三明六通，但卻不是圓滿具足的。佛陀對未來時劫的具足了知，譬如有弟子修到入初地時，佛陀就會知道此人將會在未來多少劫之後成佛，佛號是什麼？佛世界的名稱是什麼？多少弟子？正法，像法，末法各住世多久？ ……等。宿命明則是了知過去劫的事情，漏盡明則是諸佛斷盡二障──煩惱障與所知障，即一切智慧圓滿無一法不了知；相較於三明六通大阿羅漢的天眼明與宿命明是有時劫限制的，諸佛如來的天眼明與宿命明則無時劫限制。
大乘佛教認為阿羅漢雖然也有漏盡明，可以解脫出離三界生死但也是不究竟，因為煩惱障的習氣種子隨眠如何斷就不知道了，更不用說所知障的一切上煩惱。佛陀則是究竟漏盡明，也就是煩惱障與所知障的習氣種子與隨眠種子都已經完全斷盡，如何斷也具足了知，且不再有分斷變異生死，這是阿羅漢及辟支佛所不知。行足是說佛陀身口意三業已經善修滿足究竟清淨，依於自己所發十無盡願，行一切利樂眾生之行。
- 龍樹《大智度論》卷2：

|  | 「云何名明行具足。宿命天眼漏盡。名為三明。 問曰：『神通明有何等異。答曰：『直知過去宿命事。是名通。知過去因緣行業。是名明。直知死此生彼。是名通。知行因緣際會不失。是名明。直盡結使不知更生不生。是名通。若知漏盡更不復生。是名明。是三明大阿羅漢大辟支佛所得。』 問曰：『若爾者與佛有何等異？』答曰：『彼雖得三明，明不滿足。佛悉滿足。是為異。』 問曰。云何不滿。云何滿。答曰。諸阿羅漢辟支佛宿命智。知自身及他人亦不能遍。有阿羅漢知一世或二世三世十百千萬劫乃至八萬劫。過是以往不能復知。是故不滿天眼明。未來世亦如是。佛一念中生住滅時。諸結使分生時。如是住時。如是滅時。如是苦法忍苦法智中所斷結使悉覺了。知如是結使解脫。得爾所有為法解脫。得爾所無為法解脫。乃至道比忍。見諦道十五心中。諸聲聞辟支佛所不覺知。時少疾故。如是知過去眾生因緣漏盡。未來現在亦如是。是故名佛明行具足。行名身口業。唯佛身口業具足。餘皆有失。是名明行具足。」 |

#### 善逝
善逝，又作須伽陀、好去，是妙往之義。佛陀是究竟解脫於三界的輪迴生死，永遠不再受生於三界世間的二十五有之中，因此稱佛陀為善逝。
大乘佛教認為佛依願力可以自在的到十方世界受生，示現八相成道度眾。

#### 世間解
佛陀具足了知世間及出世間之一切理，並告訴眾生什麼是世間，世間的起因，世間的滅盡以及達到世間滅盡的方法，這一切都存在於人們的身心之中，人們可以通過修行，以自己的身軀去了解祂。由於佛陀對此有徹底的了解，因此被稱為「世間解」（梵語：lokavid、巴利語：lokavidū），也作路迦憊、知世間。這裡的世間有兩個部分：眾生世間及國土世間，也就是指眾生身心五蕴相關的四聖諦以及此身心所居住的山河大地等“器世間”。

#### 無上士調御丈夫
諸佛因福德、智慧具足，威德極為廣大，所以是大丈夫。又因佛陀能以無比的智慧、慈悲與神通力，善巧施予任何來到他面前的眾生，教誡、鼓勵對方朝向正道，所以稱佛陀為無上士調御丈夫。又譯作無上調御丈夫、無上調御師、無上丈夫調御士。
有時分列爲“無上士”、“調御丈夫”。無上士即無能超過者。

#### 天人師
天人師音寫為「舍多提婆摩菟舍喃」，指人與天的導師，因為能夠教導眾生離苦得樂而消除生死的恐懼與怖畏，所以稱為天人師。佛教相信，佛陀不止是人類的導師，也是天人的導師，在佛教經典常常可以見到有關天人向佛陀請法的描述。

#### 佛
佛陀即覺者，因為智慧具足，三覺圓明，知一切法及一切行所以名「佛陀」，也就是了悟宇宙生命實相之真理。此外，佛陀也能教導其他眾生覺悟。

#### 世尊（薄伽梵）
佛教認為：佛陀因以無漏智慧摧破煩惱，成就無上等正覺，世間及出世間一切凡聖咸皆尊重！所以佛陀被稱為世尊，也就是“世人所敬仰的”；音譯爲薄迦梵或薄伽梵，早期也譯為天尊；這個稱呼來源於印度教，印度教有經典《薄伽梵歌》，歌頌的即是黑天神。

### 其他稱號
- 天尊，意即天上至尊，早期傳來的佛經有時譯薄伽梵作天尊，後期多譯為世尊。天尊亦是道教對三清尊神的敬稱。
- 至人，對於佛陀的一種尊號，謂人中之至尊者[46]。
- 大雄（梵語：Maha-vīra），偉大英雄之意。供奉釋迦牟尼的主殿，稱為大雄寶殿。 大雄亦是耆那教教主的尊號。[47]
- 佛祖，因釋迦牟尼開創佛教，爲佛教之始祖，故稱“佛祖”。
- 大覺金仙，宋徽宗因崇奉道教，下令改佛尊號為大覺金仙，金仙為道教對神仙之別稱。
- 辛饒（藏文：གཤེན་རབ，轉寫：gshen rab），這是象雄語對佛陀的稱號，亦是對苯教祖師敦巴辛饒·米沃切的尊稱。

## 佛的功德
- 相好
  - 三十二大人相
  - 八十隨形好
- 四智圓明
- 十力
- 十智
- 十八不共法
- 四無所畏
- 四種清淨
- 三德：法身德、解脫德、般若德
- 三無礙：辯才無礙、溝通無礙、說法無礙
- 八音（八聲）
- 四無礙智（四無閡智、四無礙解）
- 《大智度論》中說佛得盡智、無生智[48]、十力、四無所畏、十八不共法、三達、無礙、三意止、大慈、大悲、三十七道品，悉知一切諸法總相別相。[49]
- 佛教認為佛陀是具有無上智慧和圓滿悟者，稱為獲得解脫煩惱障及所知障者（梵文阿耨多羅三藐三菩提）。
- 其它說法：（並未列出來源，《大藏經》中無）
  - 成佛境界所俱有之功德，有身功德三十二相、八十隨形，語功德六十四支妙音，意功德二十一種無漏慧，並有二十七事業之功德。

## 大乘佛身
大乘佛教有三身佛說法：法身、報身、應化身。法身佛顧名思義就是以法為身，什麼是法？何為法？法就是宇宙生命的真實情況，就是真如佛性，心、佛、眾生三無差別，說的就是法身佛。就是每一有情眾生本自具有的真心如來藏，佛陀因為累劫的修學與觀行一一親自實證這些法，觀察每一眾生皆具有如來德相，就是法身如來藏。所以真正的佛是法身佛是真如，可是真如無形無相不可見，不可見的真如才是真正的佛。報身佛是為入初地以上菩薩所現，報身佛有三十二大人相，八十種隨形好，每一種隨形好有八萬四千種光，每一種光又有八萬四千種好。現在 釋迦牟尼佛的莊嚴報身，在色界天的最頂天色究竟天為初地以上菩薩演述一切種智之法，報身佛唯有登地菩薩方能得見，天界的天主、天人們以為報身就是佛，但這個報身也不是真正的佛。應化身則有應身與化身之別。應身佛是說諸佛感應到某一個世界的眾生得度的因緣成熟了，就降神母胎示現與此世界之眾生一樣的五蘊身相與壽命，八相成道轉法輪，二千五百多年前在我們這個世界示現成佛的釋迦牟尼佛即是應身佛。化身佛則是隨不同眾生之所感應而個別示現為其說法，說法完隨即消失。

## 成佛

### 大乘佛教
大乘佛教不以釋迦牟尼為獨一無二的佛陀，大乘佛教承認過去、現在、未來，有著無量無數的佛陀。大乘佛教其中一個思想系統如來藏認為三界六道所有一切的有情眾生，不論現在信佛與否，將來都有悟道成佛的可能，即釋迦牟尼佛所說 : 人人皆可成佛。因為佛教闡明：佛陀是已解脫煩惱障和所知障的聖者，一切眾生皆有如來德相成佛的可能，但是必須通過修行，悟空性後再跟隨真善知識的教導修行才能解脫煩惱障和所知障。凡是圓證三身五慧、清淨圓滿即是佛，而成佛的教導就是佛教。
以大乘佛教而言，一般認為從凡夫修道的初信位（資糧位）之後到成佛共有五十二位階，必須歷經三大無央數劫（阿僧祇劫）（祇：音-奇），廣修福慧二資糧因緣。依照唐朝三藏法師 玄奘所作《成唯識論》將成佛之道以唯識五位來說明。
1. 資糧位：於一劫乃至一萬大劫修學初信位到十信位，在信位不退方能繼續修學佛法而不退失。
2. 加行位：初住位至六住位，於外門廣修六度萬行（布施、持戒、忍辱、精進、禪定、般若），進到六住位後修學般若正知見及斷我見之加行，為求證悟第八識如來藏而熏修如來藏空性的知見及五陰十八界空相的現觀，是謂煖、頂、忍、世第一法之四加行。
3. 通達位：證悟第八識如來藏入菩薩七住位，也就是大乘別教的真見道位，得般若的總相智（根本無分別智）。依此根本智隨學上地真善知識的教導，在唯識性及唯識相上作觀行，歷經七住位至十住位、十行位、十迴向位修行，漸次生起後得無分別智而通達別相智入於初地，能於三乘經典起勝解與勝行非意識思惟的臆想猜測，名通達位。
4. 修習位：從初地直到等覺地，依七住位所證悟之如來藏為根本，專修一切種智及二障习气種子的斷除，名唯識行。
5. 究竟位：是為佛地，一切智慧果德究竟清淨圓滿是名究竟位。

然而凡夫入大乘資糧位，歷經不可稱數無央數劫勉力勤修，而成就如此殊勝修證之成佛境界，佛於《寶雲經》中云：「善男子，如來境界不可思議，無可測量，乃越思，無可觀察。」
大乘佛教主張，一切眾生皈依佛、法、僧三寶後，經過三大阿僧祇劫修行佛菩薩道（成佛之道），都會成佛（一闡提者有爭議），所以成佛是透過累生累劫不斷的精進修行菩薩五十二階位，一一親證了知三界一切法：四念處、四聖諦、八聖道、十二因緣、三十七道品、六度萬行，於妙覺菩薩位下生人間示現成佛，今世可以一生成就，佛或最後身菩薩示現八相成道而成佛。佛是究竟解脫於三界輪迴的、對於宇宙生命的成因徹底明白具足了知，真正圆满覺悟的聖者，所以一切諸佛如來都是十號具足。

### 祕密大乘佛教（金剛乘）
金剛乘祕密教法的密宗的即身成佛
但是若以密法來說，最快可以在一生中成佛。密法之自觀本尊，依與依壇城融修，除了必須俱備全圓之教證外，更要依理如法，从具量上師处獲得清淨無謬之傳承以及殊勝無偽之本尊。於「因、道、果」速時速時成佛的方法中，以「佛果」當法修，更以「佛果」作為因，於道中修，以佛果去成。因此密法無上猷釓之修持，實為一切經續 中之最密要精華，行者若能獲得顯教學處，即「出離心、菩提心、空性正見」三根本道循此而修。並復俱得無上密部，完整父母續竅要口訣，并能守护誓言律儀清淨，如法精勤實修，那麼最上根者能即身成佛，中根者於臨終成佛，下根者亦能於中陰身成佛，而下下根者最慢也一定，在十六世之內成佛。
一旦成佛的境界，現證清淨法身就等於是諸佛的五慧，
1. 也就是諸法上面，就是佛遍諸法，全部遍知一切所悟，所以諸法全部顯現於明朗的這種圓鏡一樣，就我們入圓鏡一樣就是大圓慧。
2. 然後平等慧就是諸法悉入住在，離四邊的平等中一樣；
3. 那觀察慧就勝、義兩種的一切，去觀察的時候，各各的因果不虛假，微細能觀察的那種慧；
4. 那成作慧就是終究一切都是以業，就是因果不虛假而修行能成的就是成作慧；
5. 然後法界慧就等於，諸法無自性空性中，一樣的去瞭解。

所以法身的境界等於是五慧，那不了義則現五方佛，因此五蘊清淨為五佛，就是法身的五方佛。法身佛屬於自佛，也就是自利的佛，又分為自性法身與光明法身，
1. 光明法身佛是依道諦而生的佛果，也就是勝義菩提心，所現證圓滿時即為光明法身，是道因道果，所以是有為法、無常法，是沒有生命的，與化身、報身都是屬於俗諦所成的佛。
2. 那自性法身佛是依滅諦、空性、本性所成的佛，所以成佛的空性是佛，也是自性法身佛，但空性不一定是佛，佛也不一定是空性。

因而釋迦牟尼佛的滅諦、 空性、本性是佛，但不是釋迦牟尼佛，所以勝者是佛，佛不一定是勝者(同如來一樣)，因為勝者一定是有生命的，是無常法、有為法，而自性法身佛沒有生命是常法，所以佛不一定是勝者。

### 南傳佛教
南傳佛教的菩薩成佛之道
南傳佛教認為佛陀出現於世間是教眾生解脫痛苦、止息輪迴、導向寂止——涅槃。佛、辟支佛和佛的阿羅漢弟子都達到「永無來生」沒有差別的解脫境界——涅槃，不會再有來生，所以不會有來生修行，甚至成為下一位佛陀的道路。故南傳教法以聲聞乘為主，不強調人人都應成佛，而以四向四果爲證量之標準，以阿羅漢果爲最上。但南傳教法中也存在《南傳菩薩道》教法，並且也視其為成佛的必須。巴利語系佛教認為，上座部佛教的佛弟子可以自由選擇自己想成為佛、成為辟支佛或成為佛的阿羅漢弟子。上座部佛教《南傳菩薩道》說明修菩薩道必須發願成為佛，修行修到被佛授記未來成佛才能成為菩薩，菩薩必須累積十波羅蜜修行最少四大阿僧祇加上十萬大劫才能成佛，菩薩成佛所需時間不可能比四大阿僧祇加上十萬大劫更短。菩薩必須修四念處才有成佛的機會，不修四念處就無法成佛。
所有的佛都是人在人間以人身成佛，不可能在三界外的佛土成佛也不可能中陰身成佛。
上座部佛教《南傳菩薩道》說明修菩薩道必須先發願成佛，修行修到被佛授記未來一定成佛，才能稱作菩薩；菩薩必須累積十波羅蜜修行最少四大阿僧祇加上十萬大劫才能成佛。菩薩在最後一世前修四念處最多只可證得第十一觀智階段（行捨智），不會進而快速證得阿羅漢道、果智而成為阿羅漢、導致因為當世涅槃永無來生以後，因為無法於來生繼續修行累積足夠的波羅蜜，而必然無法成佛。菩薩在最後一世無佛教時代會自修四念處如實覺知五蘊的剎那生滅及無常、苦、無我然後無師自悟自證四道、四果、涅槃成為佛。上座部佛教主張辟支佛和佛的阿羅漢弟子已經「永無來生」，因此辟支佛和佛的阿羅漢弟子沒有辦法成佛。
依照南傳佛教的觀點，悉達多·喬達摩在難以計數的前世已獲得燃燈佛授記，成為菩薩。悉達多稟賦其歷世修行所已經累積的波羅蜜與達至行捨智的觀智，在此世於放棄苦行後，以符合菩薩乘的方法繼續修行，最後在菩提樹下圓滿了成佛所需的波羅蜜、且在觀智上證得阿羅漢果智，而成為佛兼阿羅漢。

## 天台宗六即佛
中國的佛教天台宗根據佛法的義理及修證的不同階段層次，提出了所謂的六即佛的觀念：一理即佛、二名字即佛、三觀行即佛、四相似即佛、五分證即佛、六究竟即佛。

## 佛教徒眼中的佛

### 隨緣
與其他宗教裡至高無上的神不同，佛不是神也非造物主，也不掌管人們的吉凶禍福，只教导吉凶祸福的运行规律和趋利避害的方式，即所谓“诸恶莫作，诸善奉行，自净其意，是诸佛教”。比如佛陀不能改變人类所造下的业，即“定业不可消”，也无法渡化無緣之人，即所谓佛渡有缘人。

### 覺者
佛陀是具有無上智慧和圓滿覺悟者，稱為獲得無上正等正覺者（梵文आनुत्तरसम्यक्सम्बोधि，anuttara-samyak-sambodhi，阿耨多羅三藐三菩提），故虽是人但已超越人，虽超越了人但仍是人。

### 關係
佛陀與佛教徒是師生關係，佛教徒自稱為「佛弟子」（弟子即是學生），尊稱釋迦牟尼佛為「本師」。一般宗教與教主之關係為上對下、主對僕，以信仰為入門，然佛陀教育更以學習為入門，佛教徒也自稱學佛。因此正信的佛教徒對於佛陀的態度，是尊重恭敬與請益學習，而不只是頂禮膜拜。

### 佛像
印度佛教早期不建立佛像，而使用佛的腳印或法輪、菩提樹等的象徵。
其他宗教,他們以為佛教徒的禮佛是崇拜偶像的行為，這是對佛教的誤解，佛教徒的頂禮膜拜是發自內心對佛陀法身之無上甚深微妙智慧與慈悲心表達最崇高的敬意，而非對佛像的依戀與偶像崇拜。《金剛般若波羅蜜經》中世尊告須菩提尊者：「若以色見我，以音聲求我，是人行邪道，不能見如來」是最佳的註解。有一些佛教徒認為不需要依賴佛像，只要有心是可以和佛聯結的。

## 佛与神的关系
- 佛教认为，佛是成道的覺者，是一切有情的教師，而非神仙，亦非世界的创造者、支配者、審判者；世間及其他宗教中的神、仙人、精靈等，主要爲天神，亦有人道中得神通者、餓鬼道中有大福報、大神通者，阿修羅道中有神通者，甚至畜生道眾生亦有可能修得神通，即中國民間所謂的精怪。這些眾生仍是六道輪迴中的凡夫，是因為業報而得享此福，神仙出現五衰即爲壽命將終結的信號，待命終後，便會重入輪迴，今世爲神，可能下世就轉世爲人、爲鬼、甚至貶爲畜生等等；而佛陀正是發現了輪迴之苦，而誓言要脫離輪迴，經過生生世世的修行而成道者，已經得到“不受後有”的無上果位，超脫出六道輪迴。
- 佛教認為，佛爲天人師，是神仙與人類共同的老師，故有善根的神仙亦會聽從佛陀的教育，稱爲護法神；有的則是被佛、菩薩或僧人以神通力打敗或者傳教之後，甘願擔任護法神。因此，世間人認為這是佛教为了宣教，对其他民族宗教中的神采取吸纳策略。
- 在宗教鬥爭中，部分宗教亦将佛吸纳为其中的神的化身，或某個神是佛的老師。例如，印度教稱佛陀释迦牟尼是毗湿奴的第九个化身，苯教稱辛饒米沃是釋迦佛的老師，道教認為老子化胡為佛、慈航大士（觀自在菩薩）爲玉皇大帝的學生。

## 世俗对佛的理解和文学作品中的佛
世俗对佛的理解比较複杂，这种理解与文艺作品的创作和广泛传播互为影响，主要因為在中國在宋代後理學興起和明代起佛教衰落，所以對佛陀供養被吸取到中國民間信仰裡面。
- 有一部分的理解是与佛教界对佛的理解為一致的。
- 在很多中國的神靈傳奇故事中，也不乏出現佛在其中現大神力，如神魔小說名著《西遊記》中，佛幫助玉皇大帝，調伏孫悟空的剛強之氣，將孫悟空困於五指山下，令其自我反省，等待因緣成熟，以向善行，助唐僧取經。